# Babsk
Babsk je mjesto u vojvodstvu Lodz, (povjat ravski), u središnjoj Poljskoj, u općini Biała Rawska.
Naselje je postojalo još u 15. stoljeću, a sada ima 690 stanovnika.
Od 1975. do 1998. godine, selo je pripadalo prijašnjem Skiernievickom vojvodstvu.

## Vanjske poveznice
- Turistička stranica
- Karta  Arhivirana inačica izvorne stranice od 7. kolovoza 2011. (Wayback Machine)